# Rhyticeros cassidix
El cálao grande de Célebes (Rhyticeros cassidix) es una especie de ave coraciforme de la familia Bucerotinae endémica de la isla indonesia de Célebes y de otras islas menores adyacentes. Posee un vivo colorido que lo diferencia notablemente de otras especies de la familia. No se reconocen subespecies.